# Samuel Beckett Bridge
Die Samuel Beckett Bridge (irisch: Droichead Samuel Beckett) ist eine Schrägseilbrücke über den Fluss Liffey in der irischen Hauptstadt Dublin.
Die 120 Meter lange und 48 Meter hohe Brückenkonstruktion ist nach dem irischen Schriftsteller Samuel Beckett benannt und verbindet die Macken Street auf der Südseite des Flusses mit der Guild Street und den Docklands im Norden.

## Entwurf und Konstruktion

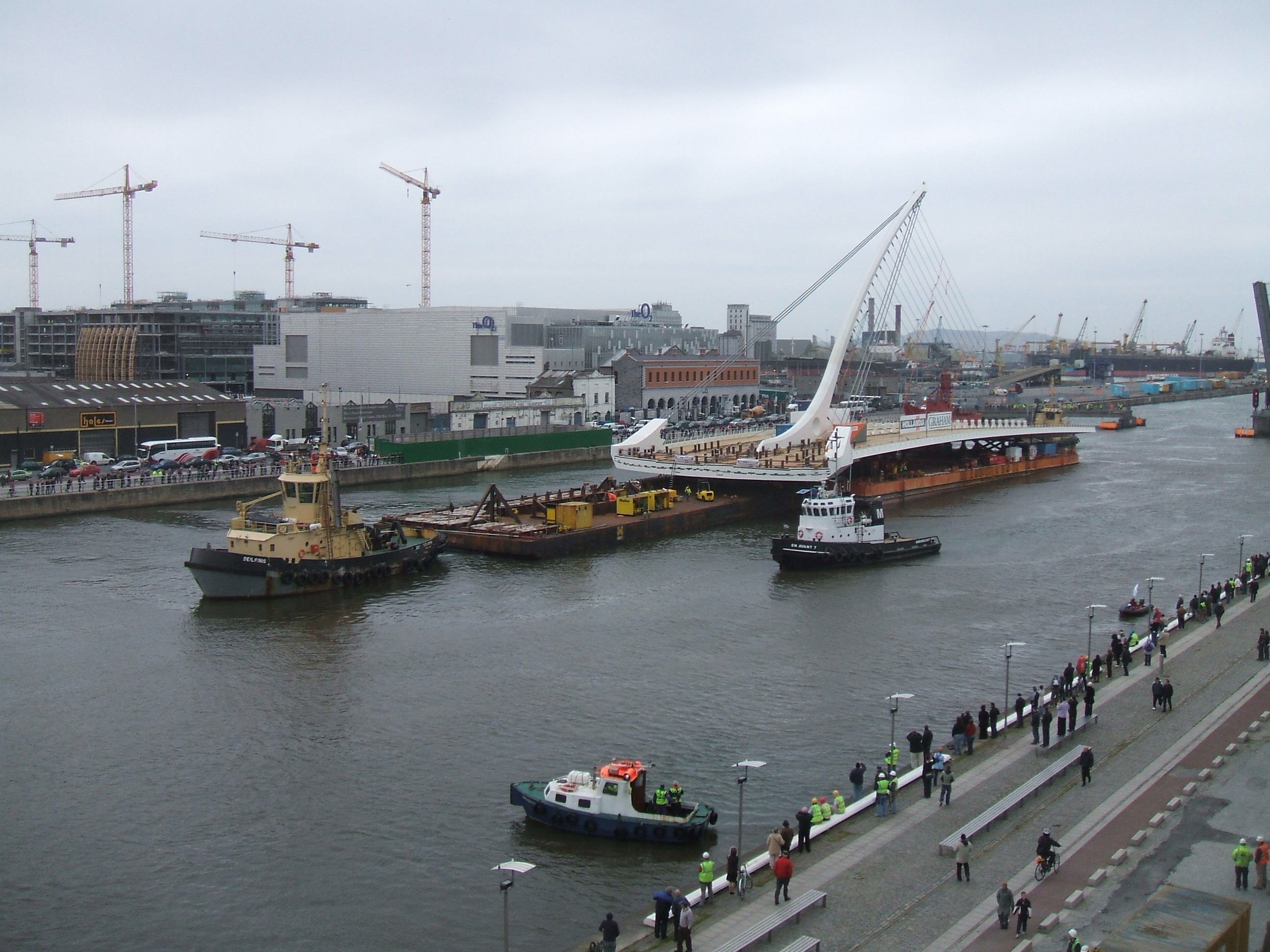
Einschwimmen der Brückenkonstruktion

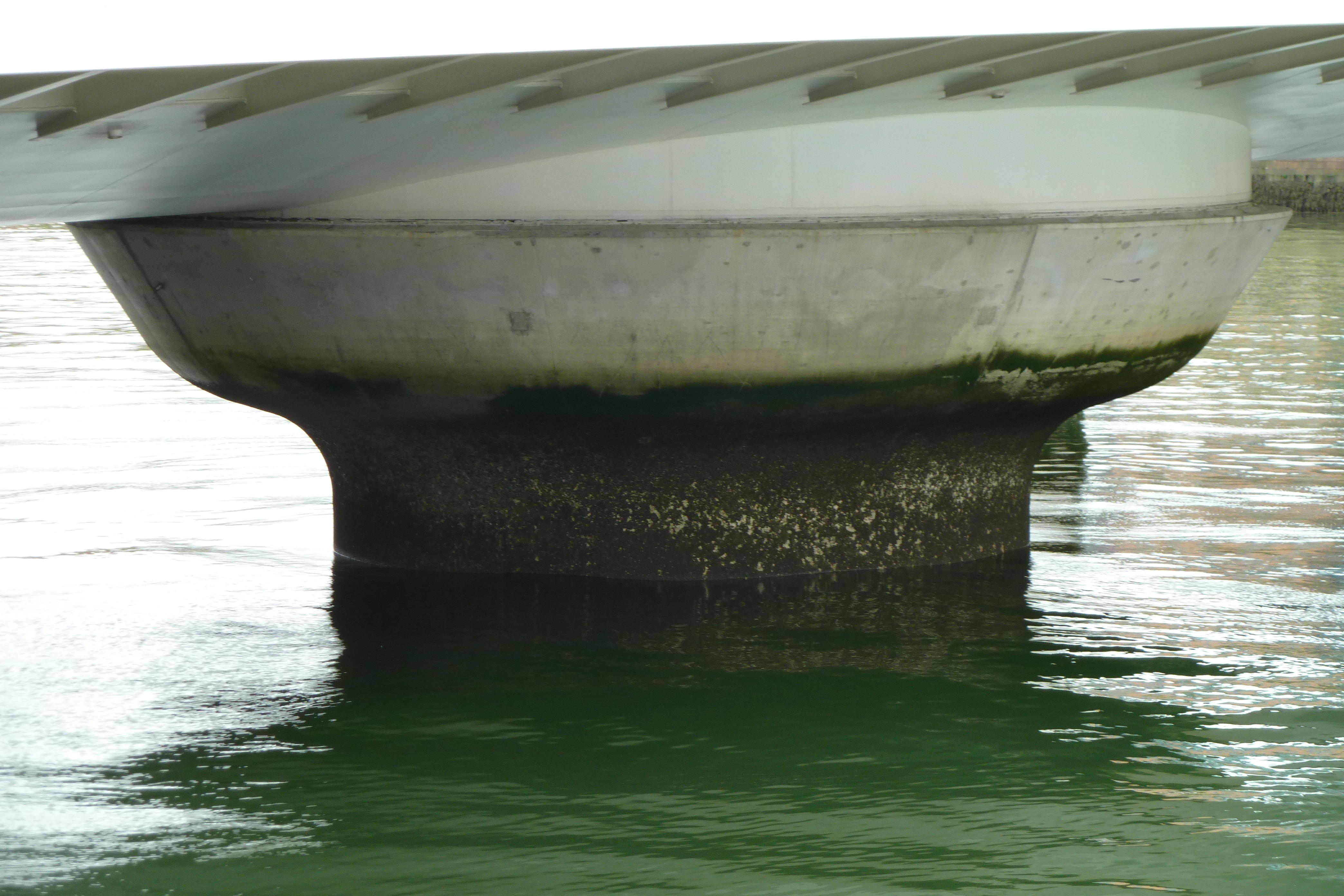
Drehbares Brückenlager

Der Entwurf stammt vom spanischen Architekten und Bauingenieur Santiago Calatrava, der auch die im Jahr 2003 in Dublin fertiggestellte James Joyce Bridge entwarf.
Die Samuel Beckett Bridge wurde als Schrägseilbrücke geplant. Der Pylon, über den die Brücke abgespannt ist, ist ein geneigter, gebogener und sich zum Ende hin verjüngender Stahlkastenträger. Durch dessen asymmetrische Anordnung steht das einzige Fundament, auf dem die Brücke drehbar gelagert ist, außerhalb des Fahrwassers. Beim Schwenken der Brücke um 90 Grad bleibt so genügend Platz für durchfahrende Schiffe.
Die Fahrbahnplatte der Brücke ist für vier Auto- und je zwei Fußgänger- und Fahrradspuren ausgelegt und mit 25 Seilen am 48 Meter hohen, gebogenen Pylon in der Brückenachse aufgehängt. Der Pylon selbst ist mit sechs Seilen schräg zur Brückenachse rückverankert.
Die Brücke als Ganzes erinnert an eine auf der Seite liegende Harfe. Die Harfe ist ein bekanntes Wahrzeichen Irlands und beispielsweise auch auf den irischen Euromünzen zu finden.

## Herstellung und Einbau
Da die Brücke zum Drehen wie ein einziges Bauteil wirken muss, war es möglich, sie auch als ein solches Bauteil vorzufertigen und per Schiff zum eigentlichen Einbauort zu transportieren.
Die Brücke wurde in Rotterdam von der Firma Hollandia gefertigt und anschließend innerhalb von rund fünf Tagen auf einem 90 m × 29 m großen Ponton nach Dublin gefahren und dort eingeschwommen.